# Deborah Chow
Deborah Chow (Toronto, 1972. június 16. –) kanadai filmrendező, televíziós rendező és forgatókönyvíró.
Első rövidfilmjei közül kettő, a Daypass (2002) és a The Hill (2004) egyaránt díjat nyert különböző nemzetközi filmfesztiválokon. Legismertebb műve első játékfilmje, a The High Cost of Living, amelyet forgatókönyvíróként és rendezőként is jegyez. Chow különféle projekteket rendezett a televíziók számára, többek között a Flowers in the Attic tévéfilm-adaptációját, valamint A törvény ára, a Murdoch nyomozó rejtélyei, a Az uralkodónő, A szépség és a szörnyeteg és a Mr. Robot sorozat epizódjait.
Chow a Disney+-os A Mandalóri és Obi-Wan Kenobi című Csillagok háborúja-sorozatainak rendezője is.

## Életrajz
Deborah Chow Ausztráliából a kanadai Ontarióba emigráló szülők félkínai gyermeke volt. Ő már Kanadában nőtt fel. Kínai apja hatalmas filmrajongó volt, és bemutatta neki a klasszikus filmek és filmkészítés világát. Chow az ontariói Mississaugában, a Gordon Graydon Memorial Középiskolában végzett.
Egyetemi diplomáját kulturális elméleti és művészettörténeti szakon szerezte a montreali McGill Egyetemen, ahol elkészítette első rövidfilmjét. A diploma megszerzése után a New York-i Columbia Egyetemen folytatta rendezői MFA-ját, ahol két rövidfilmet és egy játékfilmet készített, beleértve a Daypass című rövidfilmjét, amelyet több mint 35 fesztiválon mutattak be nemzetközileg, és több díjat is elnyert.

## Pályafutása
Chow karrierjét rövidfilmek írásával és rendezésével kezdte, miközben filmet tanult az egyetemen. 2010-ben rendezte meg első játékfilmjét, The High Cost of Living címmel. Filmrendezőként többek között James Urbaniak, Zach Braff és Isabelle Blais színészekkel dolgozott együtt.
Televíziós rendezőként dolgozott a BBC Copper című műsorán, a CW Az uralkodónő és A szépség és a szörnyeteg című sorozatán, a CBC Murdoch nyomozó rejtélyei című műsorán és az USA Network Mr. Robot című sorozatán. A Lifetime Flowers in the Attic című adaptációját is rendezte, amelyben együtt dolgozott Heather Grahammel és Kiernan Shipkával.
Chow rendezte a Disney+ The Mandalorian című televíziós sorozatának két epizódját, amelyben szerepet kapott az Új Köztársaság X-szárnyú pilótájaként. Kihirdették a soron következő Disney+ sorozat egyetlen rendezőjévé, amelynek középpontjában Obi-Wan Kenobi fog állni. Kathleen Kennedy, a Lucasfilm elnöke kijelentette: "Nagyon szerettünk volna egy olyan rendezőt választani, aki képes feltárni Obi-Wan csendes elszántságát és gazdag misztikumát olyan módon, hogy az zökkenőmentesen beilleszkedjen a Csillagok háborúja világába. A fenomenális munkája alapján a The Mandalorian című sorozatban teljesen biztos vagyok benne, hogy Deborah a megfelelő rendező ennek a történetnek az elmesélésére."

## Filmszerepei

### Filmek
| Év   | Magyar cím | Eredeti cím             | Szerep                         | Megjegyzések |
| ---- | ---------- | ----------------------- | ------------------------------ | ------------ |
| 2002 |            | Daypass                 | rendező, forgatókönyvíró       | rövidfilm    |
| 2004 |            | The Hill                | rendező, forgatókönyvíró, vágó | rövidfilm    |
| 2010 |            | The High Cost of Living | rendező, forgatókönyvíró       |              |
| 2014 |            | Flowers in the Attic    | rendező                        |              |

### Televízió
| Év        | Magyar cím                        | Eredeti cím                | Megjegyzések                            |
| --------- | --------------------------------- | -------------------------- | --------------------------------------- |
| 2013      | Copper - A törvény ára            | Copper                     | rendező, 1 epizód                       |
| 2014–2017 | Az uralkodónő                     | Reign                      | rendező, 6 epizód                       |
| 2014      | Murdoch nyomozó rejtélyei         | Murdoch Mysteries          | rendező, 2 epizód                       |
| 2015      | A szépség és a szörnyeteg         | Beauty and the Beast       | rendező, 1 epizód                       |
| 2015      | Mr. Robot                         | Mr. Robot                  | rendező, 1 epizód                       |
| 2016      |                                   | Turn: Washington's Spies   | rendező, 1 epizód                       |
| 2016      | Vámpírnaplók                      | The Vampire Diaries        | rendező, 1 epizód                       |
| 2016–2017 |                                   | Fear the Walking Dead      | rendező, 2 epizód                       |
| 2016      | Tyrant – A vér kötelez            | Tryant                     | rendező, 1 epizód                       |
| 2017      | Vasököl                           | Marvel's Iron Fist         | rendező, 1 epizód                       |
| 2017      |                                   | Shut Eye                   | rendező, 1 epizód                       |
| 2018      | Jessica Jones                     | Marvel's Jessica Jones     | rendező, 1 epizód                       |
| 2018      | Lost in Space – Elveszve az űrben | Lost in Space              | rendező, 1 epizód                       |
| 2018      | Fehér hó                          | Snowfall                   | rendező, 1 epizód                       |
| 2018      |                                   | Better Call Saul           | rendező, 1 epizód                       |
| 2018      | Az ember a Fellegvárban           | The Man in the High Castle | rendező, 1 epizód                       |
| 2019      | Amerikai istenek                  | American Gods              | rendező, 1 epizód                       |
| 2019-     | A Mandalóri                       | The Mandalorian            | rendező, 2 epizód Sash Ketter, 2 epizód |
| 2022      | Obi-Wan Kenobi                    | Obi-Wan Kenobi             | rendező, 6 epizód                       |

## Fordítás
- Ez a szócikk részben vagy egészben  a   Deborah Chow című angol Wikipédia-szócikk fordításán alapul.  Az eredeti cikk szerkesztőit annak laptörténete sorolja fel. Ez a jelzés csupán a megfogalmazás eredetét és a szerzői jogokat jelzi, nem szolgál a cikkben szereplő információk forrásmegjelöléseként.